# Gare d’Arcueil – Cachan
Gare d’Arcueil – Cachan – stacja kolejowa RER B w Cachan, obsługująca także Arcueil, w regionie Île-de-France, we Francji. Znajdują się tu 2 perony.